# Кукаро Ветере
Ку̀каро Вѐтере (на италиански: Cuccaro Vetere; на неаполитански: Cuccar', Кукаръ) е село и община в Южна Италия, провинция Салерно, регион Кампания. Разположено е на 629 m надморска височина. Населението на общината е 584 души (към 2010 г.).